# Ornithocephalus iridifolius
Ornithocephalus iridifolius är en orkidéart som beskrevs av Heinrich Gustav Reichenbach. Ornithocephalus iridifolius ingår i släktet Ornithocephalus och familjen orkidéer. Inga underarter finns listade i Catalogue of Life.